# Naissance en 1438
Naissance
- 1434
- 1435
- 1436
- 1437
- 1438
- 1439
- 1440
- 1441
- 1442

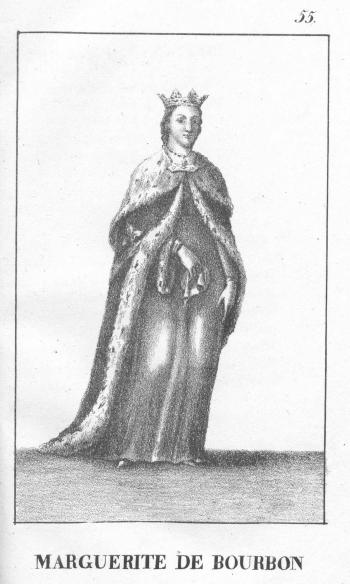
Marguerite de Bourbon, née en 1438.

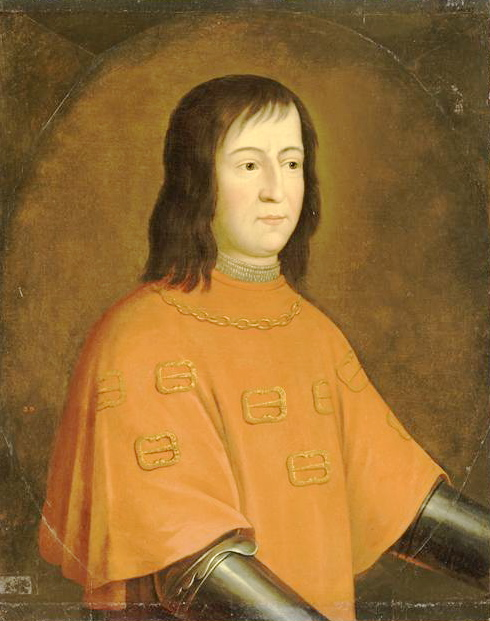
Louis Malet de Graville, né en 1438.

Cette page dresse une liste de personnalités nées au cours de l'année 1438  :
- 5 février : 
  - Marguerite de Bourbon, ou Marguerite de Berry, princesse de la branche Bourbon de la dynastie capétienne.
  - Philippe II de Savoie,  ou Philippe de Bresse, dit Sans Terre, duc de Savoie et d'Aoste, comte de Genève et prince de Piémont.
- 12 février : Adolphe de Gueldre, duc de Gueldre et comte de Zutphen.
- 23 mars : Ludovic II de Saluces, noble piémontais, marquis de Saluces.
- 7 septembre : 
  - Louis II de Hesse, landgrave de Basse-Hesse.
- 1er décembre : Pierre II de Bourbon, duc de Bourbon et d'Auvergne.

- Husayn Bayqara, ou Sultan Hossein Mirza Bayqara, grand émir timouride.
- Louis de Bourbon, prince-évêque de Liège.
- Sönam Choklang, religieux bouddhiste tibétain, reconnu de façon posthume comme 2e panchen-lama.
- Melozzo de Forlì, peintre papiste.
- Albert VI de Mecklembourg-Güstrow, co-duc de Mecklembourg puis duc de Mecklembourg-Güstrow.
- Jeanne de Portugal, reine consort de Castille.
- Pierre Filholi, ou Pierre de Filholi, ou Pierre de Filleul, évêque de Sisteron puis archevêque d'Aix-en-Provence.
- Manduul Khan, khagan des Mongols de la Dynastie Yuan du Nord.
- Louis Malet de Graville[1], seigneur de Graville et amiral de France.
- Bernardo Pulci, poète italien.
- Étienne Tomašević, despote de Serbie et roi de Bosnie.
- Turino Vanni, peintre italien, imitateur de Taddeo di Bartolo.
- Liévin van Lathem, peintre et enlumineur.

date incertaine (vers 1438)
- Jean Aggerman, ou Jean de Cattendyck, carme flamand, docteur en théologie de l'université de Louvain et fondateur du carmel masculin d'Anvers.
- Edmond Beaufort, 3e duc de Somerset, noble anglais et commandant militaire pendant la Guerre des Deux-Roses.

## Crédit d'auteurs
- Cet article est partiellement ou en totalité issu de l'article intitulé « 1438 » (voir la liste des auteurs).